# Вавич Михайло Іванович
Михайло Іванович Вавич (англ. Michael Vavitch, 1876, Одеса — 5 жовтня 1930, Голлівуд, США) — артист опери (бас), оперети, концертний співак і актор кіно.

## Біографія
Народився в Одесі в дворянській родині, за походженням чорногорець. У 1905 році дебютував у приватній опереті П. В. Тумпакова в Москві. У 1905—1918 роках виступав в петербурзьких театрах «Буфф» і «Палас» і в Москві в театрах Я. В. Щукіна, О. Е. Блюменталь-Тамаріна та І. С. Зона. Був також популярним виконавцем російських романсів.
Мав добре поставлений красивий голос з «оксамитовим» тембром, відзначався яскравим сценічним даруванням.
З 1918 року жив в еміграції. Гастролював по Європі та Америці з мюзиклом «Кажан», пізніше періодично виступав в опереті в Лос-Анжелесі. З 1925 року успішно знімався в Голлівуді в ролях другого плану, за його участю вийшло 24 стрічки.

## Оперний репертуар
Серед найкращих ролей:
- Віконт Каскад («Весела вдова» Ф. Легара)
- Октав Флобер («Єва» Ф. Легара)
- Барон Гросс («Герцогиня Герольштейнська» Ж. Оффенбаха)
- Реджинальд Ферфакс («Гейша» С. Джонса)
- Король («Король веселиться» Р. Нельсона)
- Том Міглі («Ярмарок наречених» В. Якобі)
- Сергій («Ніч кохання» В. Валентинова)

## Вибрана фільмографія
- 1925 — Граустарк
- 1926 — Третя ступінь / The Third Degree
- 1927 — Венера Венеції / Venus of Venice
- 1927 — Гаучо / The Gaucho
- 1927 — Голуб / The Dove
- 1927 — Диявольська танцівниця / The Devil Dancer
- 1928 — Славна Бетсі / Glorious Betsy
- 1928 — Суперечлива жінка / The Woman Disputed
- 1929 — Міст короля Людовика Святого
- 1930 — Військова медсестра
- 1930 — Диявол з жінкою